# Галімов Олександр Саїдгерейович
Олександр Галімов (рос. Александр Галимов, 2 травня 1985, Ярославль — 12 вересня 2011, Москва) — російський хокеїст, що грав на позиції крайнього нападника. Грав за збірну команду Росії.

## Ігрова кар'єра
Хокейну кар'єру розпочав на батьківщині 2004 року виступами за команду «Локомотив» (Ярославль).
Усю професійну клубну ігрову кар'єру, що тривала 8 років, провів, захищаючи кольори команди «Локомотив» (Ярославль) у складі якого став двічі срібним (2008, 2009) та бронзовим призером (2005, 2011) чемпіонату.
Виступав за збірну Росії.

## Загибель
7 вересня 2011 під час виконання чартерного рейсу за маршрутом Ярославль—Мінськ сталася катастрофа літака Як-42 внаслідок чого загинуло 43 особи з 45-и (після авіакатастрофи вижило лише двоє — хокеїст Олександр Галімов та бортінженер Олександр Сізов, які у важкому стані були госпіталізовані до міської лікарні Ярославля). 12 вересня Олександр Галімов помер в московському НДІ імені Вишнєвського від опіків несумісних із життям (близько 90 % поверхні тіла).

## Статистика

### Клубні виступи
| Сезон     | Клуб                    | Ліга      | Регулярний сезон | Регулярний сезон | Регулярний сезон | Регулярний сезон | Регулярний сезон | Плей-оф | Плей-оф | Плей-оф | Плей-оф | Плей-оф |
| Сезон     | Клуб                    | Ліга      | І                | Г                | П                | О                | ШХ               | І       | Г       | П       | О       | ШХ      |
| --------- | ----------------------- | --------- | ---------------- | ---------------- | ---------------- | ---------------- | ---------------- | ------- | ------- | ------- | ------- | ------- |
| 2004–05   | «Локомотив» (Ярославль) | Росія     | 41               | 1                | 1                | 2                | 37               | 9       | 0       | 0       | 0       | 0       |
| 2005–06   | «Локомотив» (Ярославль) | Росія     | 35               | 5                | 3                | 8                | 46               | 11      | 3       | 0       | 3       | 2       |
| 2006–07   | «Локомотив» (Ярославль) | Росія     | 54               | 16               | 13               | 29               | 50               | 7       | 1       | 1       | 2       | 10      |
| 2007–08   | «Локомотив» (Ярославль) | Росія     | 51               | 9                | 9                | 18               | 45               | 10      | 0       | 0       | 0       | 14      |
| 2008–09   | «Локомотив» (Ярославль) | КХЛ       | 55               | 7                | 6                | 13               | 28               | 19      | 2       | 2       | 4       | 8       |
| 2009–10   | «Локомотив» (Ярославль) | КХЛ       | 52               | 13               | 12               | 25               | 46               | 16      | 8       | 6       | 14      | 33      |
| 2010–11   | «Локомотив» (Ярославль) | КХЛ       | 53               | 13               | 18               | 31               | 31               | 18      | 9       | 5       | 14      | 10      |
| Росія/КХЛ | Росія/КХЛ               | Росія/КХЛ | 341              | 64               | 62               | 126              | 283              | 90      | 23      | 14      | 37      | 77      |

### Збірна
| Рік              | Команда          | Турнір           | Місце            | І | Г | П | О | ШХ |
| ---------------- | ---------------- | ---------------- | ---------------- | - | - | - | - | -- |
| 2005             | Росія            | МЧС              | 2                | 6 | 1 | 2 | 3 | 0  |
| Молодіжна збірна | Молодіжна збірна | Молодіжна збірна | Молодіжна збірна | 6 | 1 | 2 | 3 | 0  |